# Darko Miličić
Darko Miličić, né le 20 juin 1985 à Novi Sad, est un joueur serbe de basket-ball, évoluant au poste de pivot.

## Biographie
Alors qu'il joue dans le club de la ville de Vršac, au KK Hemofarm, Miličić est sélectionné en deuxième position de la draft 2003 de la NBA par les Pistons de Détroit après LeBron James, mais devant Carmelo Anthony, Chris Bosh et Dwyane Wade. Ce choix s'explique par le potentiel du jeune joueur de 2,12 m, évoluant en pivot, très rapide et habile pour un joueur de sa taille. Difficile à défendre, tant par un ailier en raison de sa taille, que par un pivot en raison de sa vivacité et de sa dextérité.
Malheureusement, ce choix ne se confirme pas sur le terrain. Il passe le plus clair de son temps sur le banc, dans une équipe bien pourvue dans le secteur intérieur avec Ben Wallace et Rasheed Wallace, et avec l'entraîneur Larry Brown, réputé pour ne pas laisser un gros temps de jeu aux rookies.
Aux États-Unis ce choix est critiqué car la draft contenait des joueurs de talent. Le président des Pistons Joe Dumars déclare fonder de grands grands espoirs sur ce joueur pour l'avenir de sa franchise.
Bien que ne jouant que très peu, il obtient une bague de champion NBA pour le titre 2004, puis joue une deuxième finale NBA consécutive, perdue cette fois contre les Spurs de San Antonio. Darko Miličić a néanmoins l'occasion de montrer de bonnes choses lors des deux derniers matchs de la saison régulière 2004-2005 où il est titularisé par Larry Brown qui veut laisser ses titulaires se reposer. Il marque ainsi 16 points et prend 6 rebonds face aux Hawks d'Atlanta.
Le départ de Larry Brown en été 2005, et son remplacement par Flip Saunders ne changent rien au temps de jeu de Miličić.
Il est finalement échangé en février 2006 avec Carlos Arroyo au Magic d'Orlando contre Kelvin Cato et un futur premier tour de draft. Les Pistons ont principalement réalisé cet échange pour gagner de la flexibilité dans leur masse salariale afin de resigner dans les années à venir leurs deux stars, Chauncey Billups et Ben Wallace. En Floride, Miličić tourne à 8 points, 5,5 rebonds et 1,8 contre ce qui constitue une grande amélioration. En play-offs, il se retrouve face à son ancienne équipe : les Pistons remportent la série mais Miličić marque 12 points de moyenne sur la série.
À l'été 2007, Miličić n'est pas resigné par le Magic et part aux Grizzlies de Memphis. Lors de la saison 2007-2008, il marque 7 points, prend 6 rebonds et effectue 1,6 contre par rencontre. En 2009-2010, il joue huit rencontres avec les Knicks de New York avant de rejoindre les Timberwolves du Minnesota, où il établit les meilleures statistiques de sa carrière, sans pour autant définitivement s'imposer.
Mais à l'été 2012, agent libre (car amnistié par les Wolves mécontents de son rendement), il signe un contrat chez les Celtics de Boston où il opte pour le numéro 99 (c'est la première fois de sa carrière qu'il tourne le dos au numéro 31). Quelques semaines plus tard son contrat est rompu.
Il est maintenant agriculteur et exporte des fruits en Russie, à Dubaï et en Afrique.
En 2019, il annonce reprendre le basket en quatrième division serbe dans le club de Novi Sad.

## Palmarès
- Champion NBA 2004 avec les Pistons de Détroit
- Finaliste de la NBA en 2005